# Carlos Ávila
Carlos Antonio Ávila IVE (* 12. August 1964 in Comodoro Rivadavia) ist emeritierter Apostolischer Superior von Tadschikistan.

## Leben
Carlos Ávila trat der Ordensgemeinschaft vom Institut des fleischgewordenen Wortes bei und empfing am 8. Dezember 1990 die Priesterweihe. Papst Johannes Paul II. ernannte ihn am 29. September 1997 zum Apostolischen Superior von Tadschikistan. Papst Franziskus nahm am 19. September 2013 sein Rücktrittsgesuch an und ernannte Pedro Ramiro López zu seinem Nachfolger.